# Copa UC Sub-17 de 2017
La Copa UC Sub-17 Chery 2017 por temas de patrocinio, fue la XXVI edición de la Copa UC Sub-17, torneo de fútbol juvenil organizado por el Club Deportivo Universidad Católica. 
Los principales partidos fueron transmitidos por el Canal del Fútbol [CDF] en Chile.
El Estadio San Carlos de Apoquindo y su complejo deportivo fue el recinto donde se alojó y disputó este torneo entre el 13 de diciembre y el 17 de diciembre de 2017.
En esta edición participaron 6 clubes representantes de Chile, Argentina, Brasil, Ecuador, México y Perú, más las Selecciones Sub-15 de Chile y México.

## Equipos participantes
| Equipos y selecciones participantes | Equipos y selecciones participantes | Equipos y selecciones participantes | Equipos y selecciones participantes |
| ----------------------------------- | ----------------------------------- | ----------------------------------- | ----------------------------------- |
| Universidad Católica                | Chile Sub-15                        | México Sub-17                       | Boca Juniors                        |
| Atlético Paranaense                 | Sporting Cristal                    | Chivas de Guadalajara               | Independiente del Valle             |

## Resultados

### Primera fase

#### Grupo A
| Equipo                  | Pts | PJ | PG | PE | PP | GF | GC | DIF |
| ----------------------- | --- | -- | -- | -- | -- | -- | -- | --- |
| Independiente del Valle | 9   | 3  | 3  | 0  | 0  | 8  | 1  | 7   |
| Universidad Católica    | 6   | 3  | 2  | 0  | 1  | 5  | 3  | 2   |
| México Sub-17           | 3   | 3  | 1  | 0  | 2  | 5  | 7  | -2  |
| Sporting Cristal        | 0   | 3  | 0  | 0  | 3  | 3  | 10 | -7  |

| 13 de diciembre de 2017, 12:00 | Sporting Cristal | 1:4     | México Sub-17                                    | CANCHA 1 San Carlos de Apoquindo, Santiago |                                      |
|                                | Jared Ulloa 35'  | Reporte | Jesús Gómez 25' > 50', Leonardo Correa 27' > 36' | Árbitro(s): Cristián Galaz Sepúlveda       | Árbitro(s): Cristián Galaz Sepúlveda |

| 13 de diciembre de 2017, 18:00 | Universidad Católica | 0:1     | Independiente del Valle | San Carlos de Apoquindo, Santiago |  |
|                                |                      | Reporte | Denilson Ovando 60'     |                                   |  |

| 15 de diciembre de 2017, 10:30 | Sporting Cristal   | 1:3     | Independiente del Valle                                       | Cancha 1 San Carlos de Apoquindo, Santiago |                         |
|                                | Alonso Ayaucan 02' | Reporte | Denilson Ovando 28', Gonzalo Plata 36' , Emerson Espinoza 53' | Árbitro(s): César Rojas                    | Árbitro(s): César Rojas |

| 14 de diciembre de 2017, 21:10 | Universidad Católica                      | 2:1     | México Sub-17       | San Carlos de Apoquindo, Santiago |                           |
|                                | Diego Valencia 42', Jorge Luis Garcia 65' | Reporte | Sebastián Bello 05' | Árbitro(s): Miguel Arados         | Árbitro(s): Miguel Arados |

| 16 de diciembre de 2017, 12:00 | Independiente del Valle                                                         | 4:0     | México Sub-17 | CANCHA 1 San Carlos de Apoquindo, Santiago |                                |
|                                | Steven Linthon 36', Leonardo Realpe 46', Denilson Ovando 56', Darlin Leiton 64' | Reporte |               | Árbitro(s): Nicolás Díaz Neira             | Árbitro(s): Nicolás Díaz Neira |

| 16 de diciembre de 2017, 21:10 | Universidad Católica                                    | 3:1     | Sporting Cristal | San Carlos de Apoquindo, Santiago |                             |
|                                | Cristián Nuñez 23', César Munder 29', Gonzalo Tapia 45' | Reporte | Carlos Cruz 50'  | Árbitro(s): Claudio Cevasco       | Árbitro(s): Claudio Cevasco |

#### Grupo B
| Equipo                | Pts | PJ | PG | PE | PP | GF | GC | DIF |
| --------------------- | --- | -- | -- | -- | -- | -- | -- | --- |
| Boca Juniors          | 7   | 3  | 2  | 1  | 0  | 8  | 5  | 3   |
| Atlético Paranaense   | 6   | 3  | 2  | 0  | 1  | 6  | 5  | 1   |
| Chivas de Guadalajara | 4   | 3  | 1  | 1  | 1  | 4  | 5  | -1  |
| Chile Sub-15          | 0   | 3  | 0  | 0  | 3  | 3  | 9  | -6  |

| 13 de diciembre de 2017, 10:30 | Chivas de Guadalajara  | 1:3     | Atlético Paranaense                            | CANCHA 1 San Carlos de Apoquindo, Santiago |                                  |
|                                | Sebastián Martínez 11' | Reporte | Renan Soares 21'> 50', Matheus De Oliveira 56' | Árbitro(s): Jorge González Núñez           | Árbitro(s): Jorge González Núñez |

| 13 de diciembre de 2017, 21:10 | Chile Sub-15              | 2:3     | Boca Juniors                                  | San Carlos de Apoquindo, Santiago |                          |
|                                | Kennan Sepúlveda 18'> 73' | Reporte | Alexander Fernández 22', Alan Varela 36'> 50' | Árbitro(s): Hernán Banda          | Árbitro(s): Hernán Banda |

| 14 de diciembre de 2017, 12:00 | Atlético Paranaense                     | 2:1     | Chile Sub-15         | CANCHA 1 San Carlos de Apoquindo, Santiago |                                  |
|                                | Renan Soares 04', Bruno Costa Leite 64' | Reporte | Kennan Sepúlveda 66' | Árbitro(s): Juan Sepúlveda Lillo           | Árbitro(s): Juan Sepúlveda Lillo |

| 14 de diciembre de 2017, 12:00 | Chivas de Guadalajara               | 2:2     | Boca Juniors            | San Carlos de Apoquindo, Santiago |                            |
|                                | Zahid Muñoz 18' Gilberto García 53' | Reporte | Brandon Cortés 15'> 30' | Árbitro(s): Belén Carvajal        | Árbitro(s): Belén Carvajal |

| 16 de diciembre de 2017, 10:30 | Chile Sub-15 | 0:1     | Chivas de Guadalajara | CANCHA 1 San Carlos de Apoquindo, Santiago |                                |
|                                |              | Reporte | Benjamín Sánchez 40'  | Árbitro(s): Alexis Torres Romo             | Árbitro(s): Alexis Torres Romo |

| 16 de diciembre de 2017, 18:00 | Boca Juniors                                          | 3:1     | Atlético Paranaense | San Carlos de Apoquindo, Santiago |                              |
|                                | Alan Varela 03', Kevin Duarte 07', Brandon Cortés 68' | Reporte | Cristián Alves 54'  | Árbitro(s): Nicolás Zamorano      | Árbitro(s): Nicolás Zamorano |

### Segunda fase

#### Semifinales
| 16 de diciembre de 2017, 10:30 | México Sub-17                                            | 3:1     | Chile Sub-15         | CANCHA 1 San Carlos de Apoquindo, Santiago |                             |
|                                | Sergio Gámez 31', Kevin Mariscal 34', Andrés Téllez 70', | Reporte | 11' Kennan Sepúlveda | Árbitro(s): Claudio Cevasco                | Árbitro(s): Claudio Cevasco |

| 16 de diciembre de 2017, 12:00 | Chivas de Guadalajara | 6:2     | Sporting Cristal                    | CANCHA 1 San Carlos de Apoquindo, Santiago |                             |
|                                | Sebastián Martínez 15'> Sebastián Martínez 18'> Sebastián Martínez 65', Juan Brígido 26', Miguel Guzmán 27', Luis Olivas 54'. | Reporte | Aryan Romani 26', Nicolás Tami 45', | Árbitro(s): Claudio Cevasco                | Árbitro(s): Claudio Cevasco |

### Fase final

#### Séptimo lugar
| 17 de diciembre de 2017, 10:30 | Chile Sub-15 | 0:3     | Sporting Cristal                        | Cancha Alberto Buccicardi, Santiago |                          |
|                                |              | Reporte | Aryan Romani 12', Nicolás Tami 60'> 69' | Árbitro(s): Hernán Banda            | Árbitro(s): Hernán Banda |

#### Quinto Lugar
| 17 de diciembre de 2017, 12:00 | México Sub-17 | 0:2     | Chivas de Guadalajara            | Cancha Alberto Buccicardi, Santiago |                                  |
|                                |               | Reporte | Zahid Muñoz 11', Irvin Ortiz 32' | Árbitro(s): Juan Sepúlveda Lillo    | Árbitro(s): Juan Sepúlveda Lillo |

#### Tercer Puesto
| 17 de diciembre de 2017, 16:00 | Universidad Católica                   | 2:1     | Atlético Paranaense | San Carlos de Apoquindo, Santiago |                          |
|                                | Carlos Salomón 9', Diego Valencia 18'. | Reporte | Víctor Cruz 50'     | Árbitro(s): Nicolás Díaz          | Árbitro(s): Nicolás Díaz |

#### Final
| 17 de diciembre de 2017, 17:30 | Independiente del Valle | 0:1     | Boca Juniors        | San Carlos de Apoquindo, Santiago |                             |
|                                |                         | Reporte | Brandon Cortés 27'. | Árbitro(s): Claudio Cevasco       | Árbitro(s): Claudio Cevasco |

## Campeón
|                                 |
| Campeón Boca Juniors 1er título |